# Francesc Miró-Sans
Francesc Miró-Sans i Casacuberta, né en 1918 à Barcelone et mort le 31 octobre 1989, est un homme d'affaires espagnol, connu pour avoir été le président du FC Barcelone de 1953 à 1961.

## Biographie
Entrepreneur dans l'industrie textile, Miró-Sans appartient un dirigeant du FC Barcelone lors de la présidence d'Enric Marti. Le transfert manqué d'Alfredo Di Stéfano, recruté finalement par le Real Madrid sous la pression supposée du régime de Francisco Franco, pousse Marti à la démission en 1953. Les autorités acceptent alors de voir le club organiser des élections présidentielles, organisées en novembre 1953. Miro-Sans s'y présente avec comme projet la construction d'un nouveau stade pour remplacer le vétuste stade Les Corts.
Miró-Sans l'emporte de justesse devant Amat Casajuana. En mars 1954, il pose la première pierre du futur stade, devant 60 000 supporters venus pour l'événement. Le 24 septembre 1957, quelques mois après la première victoire du mandat de Miró-Sans en coupe d'Espagne, la nouvelle enceinte est inaugurée en grande pompe lors d'un match contre une équipe de Varsovie.
In 1958, le mandant de Miró-Sans est prolongé à la suite de nouvelles élections, cette fois au suffrage indirect. L'équipe barcelonaise, entraînée par Helenio Herrera et menée par László Kubala et Luis Suárez, connaît une période de grand succès sportif, avec la quête du Championnat d'Espagne en 1959 et 1960, d'une coupe d'Espagne en 1959 et de la Coupe des villes de foires en 1958 et 1960.
À la suite du départ forcé du caractériel entraîneur franco-argentin, sa position se fragilise. Il démissionne finalement en février 1961, un an avant la fin de son mandat.